# Liste der Biografien/Vaf
Liste der Biografien |
Portal Biografien |
Personensuche
# |
A |
B |
C |
D |
E |
F |
G |
H |
I |
J |
K |
L |
M |
N |
O |
P |
Q |
R |
S |
T |
U |
V |
W |
X |
Y |
Z |
?
 
Va |
Vd |
Ve |
Vh |
Vi |
Vj |
Vl |
Vn |
Vo |
Vr |
Vs |
Vt |
Vu |
Vy
 
Vaa |
Vab |
Vac |
Vad |
Vae |
Vaf |
Vag |
Vah |
Vai |
Vaj |
Vak |
Val |
Vam |
Van |
Vap |
Vaq |
Var |
Vas |
Vat |
Vau |
Vav |
Vaw |
Vax |
Vay |
Vaz
Die Liste der Biografien führt alle Personen auf, die in der deutschsprachigen Wikipedia einen Artikel haben. Dieses ist eine Teilliste mit 5 Einträgen von Personen, deren Namen mit den Buchstaben „Vaf“ beginnt.

## Vaf

### Vafa
- Vafa, Cumrun (* 1960), iranischer Physiker
- Vafaei, Hossein (* 1994), iranischer Snookerspieler

### Vafe
- Vafeidis, Athanasios (* 1969), griechischer Geograph und Hochschullehrer

### Vafi
- Vafi, Fariba (* 1963), iranische Schriftstellerin
- Vafiadis, Markos (1906–1992), griechischer Politiker und Offizier im griechischen Bürgerkrieg (1946–1949)Markos Vafiadis (1906–1992)

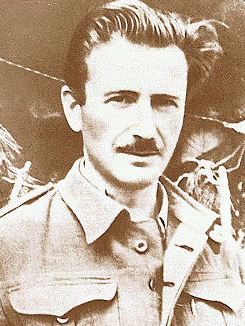
Markos Vafiadis (1906–1992)